# Crédit Agricole Suisse Open Gstaad
Crédit Agricole Suisse Open Gstaad  är tennisturnering som spelas i Gstaad, Schweiz. Turneringen startade 1915. Den spelas utomhus på grus och är en del av 250 Series på ATP-touren.

## Resultat

### Singel
| År   | Mästare             | Finalist               | Resultat                 |
| ---- | ------------------- | ---------------------- | ------------------------ |
| 1968 | Cliff Drysdale      | Tom Okker              | 6-3, 6-3, 6-0            |
| 1969 | Roy Emerson         | Tom Okker              | 6-1, 12-14, 6-4, 6-4     |
| 1970 | Tony Roche          | Tom Okker              | 7-5, 7-5, 6-3            |
| 1971 | John Newcombe       | Tom Okker              | 6-2, 5-7, 1-6, 7-5, 6-3  |
| 1972 | Andrés Gimeno       | Adriano Panatta        | 7-5, 9-8, 6-4            |
| 1973 | Ilie Năstase        | Roy Emerson            | 6-4, 6-3, 6-3            |
| 1974 | Guillermo Vilas     | Manuel Orantes         | 6-1, 6-2                 |
| 1975 | Ken Rosewall        | Karl Meiler            | 6-4, 6-4, 6-3            |
| 1976 | Raúl Ramírez        | Adriano Panatta        | 7-5, 6-7, 6-1, 6-3       |
| 1977 | Jeff Borowiak       | Jean-Francois Caujolle | 2-6, 6-1, 6-3            |
| 1978 | Guillermo Vilas     | José Luis Clerc        | 6-3, 7-6, 6-4            |
| 1979 | Ulrich Pinner       | Peter McNamara         | 6-2, 6-4, 7-5            |
| 1980 | Heinz Günthardt     | Kim Warwick            | 4-6, 6-4, 7-6            |
| 1981 | Wojtek Fibak        | Yannick Noah           | 6-1, 7-6                 |
| 1982 | José Luis Clerc     | Guillermo Vilas        | 6-1, 6-3, 6-2            |
| 1983 | Sandy Mayer         | Tomáš Šmíd             | 6-0, 6-3, 6-2            |
| 1984 | Joakim Nyström      | Brian Teacher          | 6-4, 6-2                 |
| 1985 | Joakim Nyström      | Andreas Maurer         | 6-4, 1-6, 7-5, 6-3       |
| 1986 | Stefan Edberg       | Roland Stadler         | 7-5, 4-6, 6-1, 4-6, 6-2  |
| 1987 | Emilio Sánchez      | Ronald Agenor          | 6-2, 6-3, 7-6            |
| 1988 | Darren Cahill       | Jakob Hlasek           | 6-3, 6-4, 7-6            |
| 1989 | Carl-Uwe Steeb      | Magnus Gustafsson      | 6-7, 3-6, 6-2, 6-4, 6-2  |
| 1990 | Martín Jaite        | Sergi Bruguera         | 6-3, 6-7, 6-2, 6-2       |
| 1991 | Emilio Sánchez      | Sergi Bruguera         | 6-1, 6-4, 6-4            |
| 1992 | Sergi Bruguera      | Francisco Clavet       | 6-1, 6-4                 |
| 1993 | Sergi Bruguera      | Karel Nováček          | 6-3, 6-4                 |
| 1994 | Sergi Bruguera      | Guy Forget             | 3-6, 7-5, 6-2, 6-1       |
| 1995 | Jevgenij Kafelnikov | Jakob Hlasek           | 6-3, 6-4, 3-6, 6-3       |
| 1996 | Albert Costa        | Félix Mantilla         | 4-6, 7-6(2), 6-1, 6-0    |
| 1997 | Félix Mantilla      | Joan Albert Viloca     | 6-1, 6-4, 6-4            |
| 1998 | Àlex Corretja       | Boris Becker           | 7-6(5), 7-5, 6-3         |
| 1999 | Albert Costa        | Nicolás Lapentti       | 7-6(4), 6-3, 6-4         |
| 2000 | Àlex Corretja       | Mariano Puerta         | 6-1, 6-3                 |
| 2001 | Jiří Novák          | Juan Carlos Ferrero    | 6-1, 6-7(5), 7-5         |
| 2002 | Àlex Corretja       | Gastón Gaudio          | 6-3, 7-6(3), 7-6(3)      |
| 2003 | Jiří Novák          | Roger Federer          | 5-7, 6-3, 6-3, 1-6, 6-3  |
| 2004 | Roger Federer       | Igor Andrejev          | 6-2, 6-3, 5-7, 6-3       |
| 2005 | Gastón Gaudio       | Stanislas Wawrinka     | 6-4, 6-4                 |
| 2006 | Richard Gasquet     | Feliciano López        | 7-6(4), 6-7(3), 6-3, 6-3 |
| 2007 | Paul-Henri Mathieu  | Andreas Seppi          | 6-7(1), 6-3, 7-5         |
| 2008 | Victor Hănescu      | Igor Andrejev          | 6-3, 6-4                 |

### Dubbel
| År      | Mästare                                 | Finalister                               | Resultat                     |
| ------- | --------------------------------------- | ---------------------------------------- | ---------------------------- |
| 1968    | John Newcombe / Dennis Ralston          | Malcolm Anderson / Tom Okker             | 8-10, 12-10, 12-14, 6-3, 6-3 |
| 1969    | Tom Okker / Marty Riessen               | Malcolm Anderson / Roy Emerson           | 6-1, 6-4                     |
| 1970    | Cliff Drysdale / Roger Taylor           | Tom Okker / Marty Riessen                | 6-2, 6-3, 6-2                |
| 1971    | John Alexander / Phil Dent              | John Newcombe / Tom Okker                | 5-7, 6-3, 6-4                |
| 1972-73 | dubbel spelades inte                    | dubbel spelades inte                     | dubbel spelades inte         |
| 1974    | Jose Higueras / Manuel Orantes          | Roy Emerson / Thomaz Koch                | 7-5, 0-6, 6-1, 9-8           |
| 1975    | Jürgen Fassbender / Hans-Jürgen Pohmann | Colin Dowdeswell / Ken Rosewall          | 6-4, 9-7, 6-1                |
| 1976    | Jürgen Fassbender / Hans-Jürgen Pohmann | Paolo Bertolucci / Adriano Panatta       | 7-5, 6-3, 6-3                |
| 1977    | Jürgen Fassbender / Karl Meiler         | Colin Dowdeswell / Bob Hewitt            | 6-4, 7-6                     |
| 1978    | Mark Edmondson / Tom Okker              | Bob Hewitt / Kim Warwick                 | 6-4, 1-6, 6-1, 6-4           |
| 1979    | Mark Edmondson / John Marks             | Ion Tiriac / Guillermo Vilas             | 2-6, 6-1, 6-4                |
| 1980    | Colin Dowdeswell / Ismail El Shafei     | Mark Edmondson / Kim Warwick             | 6-4, 6-4                     |
| 1981    | Heinz Gunthardt / Markus Gunthardt      | David Carter / Paul Kronk                | 6-4, 6-1                     |
| 1982    | Sandy Mayer / Ferdi Taygan              | Heinz Gunthardt / Markus Gunthardt       | 6-2, 6-3                     |
| 1983    | Pavel Slozil / Tomas Smid               | Colin Dowdeswell / Wojtek Fibak          | 6-7, 6-4, 6-2                |
| 1984    | Heinz Gunthardt / Markus Gunthardt      | Givaldo Barbosa / Joao Soares            | 6-4, 3-6, 7-6                |
| 1985    | Wojtek Fibak / Tomas Smid               | Brad Drewett / Mark Edmondson            | 6-7, 6-4, 6-4                |
| 1986    | Sergio Casal / Emilio Sanchez           | Stefan Edberg / Joakim Nyström           | 6-3, 3-6, 6-3                |
| 1987    | Jan Gunnarsson / Tomas Smid             | Loic Courteau / Guy Forget               | 7-6, 6-2                     |
| 1988    | Petr Korda / Milan Srejber              | Andres Gomez / Emilio Sanchez            | 7-6, 7-6                     |
| 1989    | Cassio Motta / Todd Witsken             | Petr Korda / Milan Srejber               | 6-4, 6-4                     |
| 1990    | Sergio Casal / Emilio Sanchez           | Omar Camporese / Javier Sanchez          | 6-3, 3-6, 7-5                |
| 1991    | Gary Muller / Danie Visser              | Guy Forget / Jakob Hlasek                | 7-6, 6-4                     |
| 1992    | Hendrik Jan Davids / Libor Pimek        | Petr Korda / Cyril Suk                   | Walkover                     |
| 1993    | Cedric Pioline / Marc Rosset            | Hendrik Jan Davids / Piet Norval         | 6-3, 3-6, 7-6                |
| 1994    | Sergio Casal / Emilio Sanchez           | Menno Oosting / Daniel Vacek             | 7-6, 6-4                     |
| 1995    | Luis Lobo / Javier Sanchez              | Arnaud Boetsch / Marc Rosset             | 6-7, 7-6, 7-6                |
| 1996    | Jiri Novak / Pavel Vizner               | Trevor Kronemann / David Macpherson      | 4-6, 7-6, 7-6                |
| 1997    | Jevgenij Kafelnikov / Daniel Vacek      | Trevor Kronemann / David Macpherson      | 4-6, 7-6, 6-3                |
| 1998    | Gustavo Kuerten / Fernando Meligeni     | Daniel Orsanic / Cyril Suk               | 6-4, 7-5                     |
| 1999    | Donald Johnson / Cyril Suk              | Aleksandar Kitinov / Eric Taino          | 7-5, 7-6                     |
| 2000    | Jiri Novak / David Rikl                 | Jerome Golmard / Michael Kohlmann        | 3-6, 6-3, 6-4                |
| 2001    | Roger Federer / Marat Safin             | Michael Hill / Jeff Tarango              | 0-1, uppgivet                |
| 2002    | Joshua Eagle / David Rikl               | Massimo Bertolini / Cristian Brandi      | 7-6, 6-4                     |
| 2003    | Leander Paes / David Rikl               | Frantisek Cermak / Leos Friedl           | 6-3, 6-3                     |
| 2004    | Leander Paes / David Rikl               | Marc Rosset / Stanislas Wawrinka         | 6-4, 6-2                     |
| 2005    | Frantisek Cermak / Leos Friedl          | Michael Kohlmann / Rainer Schuettler     | 7-6, 7-6                     |
| 2006    | Jiri Novak / Andrei Pavel               | Marco Chiudinelli / Jean-Claude Scherrer | 6-3, 6-1                     |
| 2007    | Frantisek Cermak / Pavel Vizner         | Marc Gicquel / Florent Serra             | 7-5, 5-7, [10-7]             |
| 2008    | Jaroslav Levinsky / Filip Polasek       | Stephane Bohli / Stanislas Wawrinka      | 3-6, 6-2, [11-9]             |